# Frankenwall 25 (Stralsund)

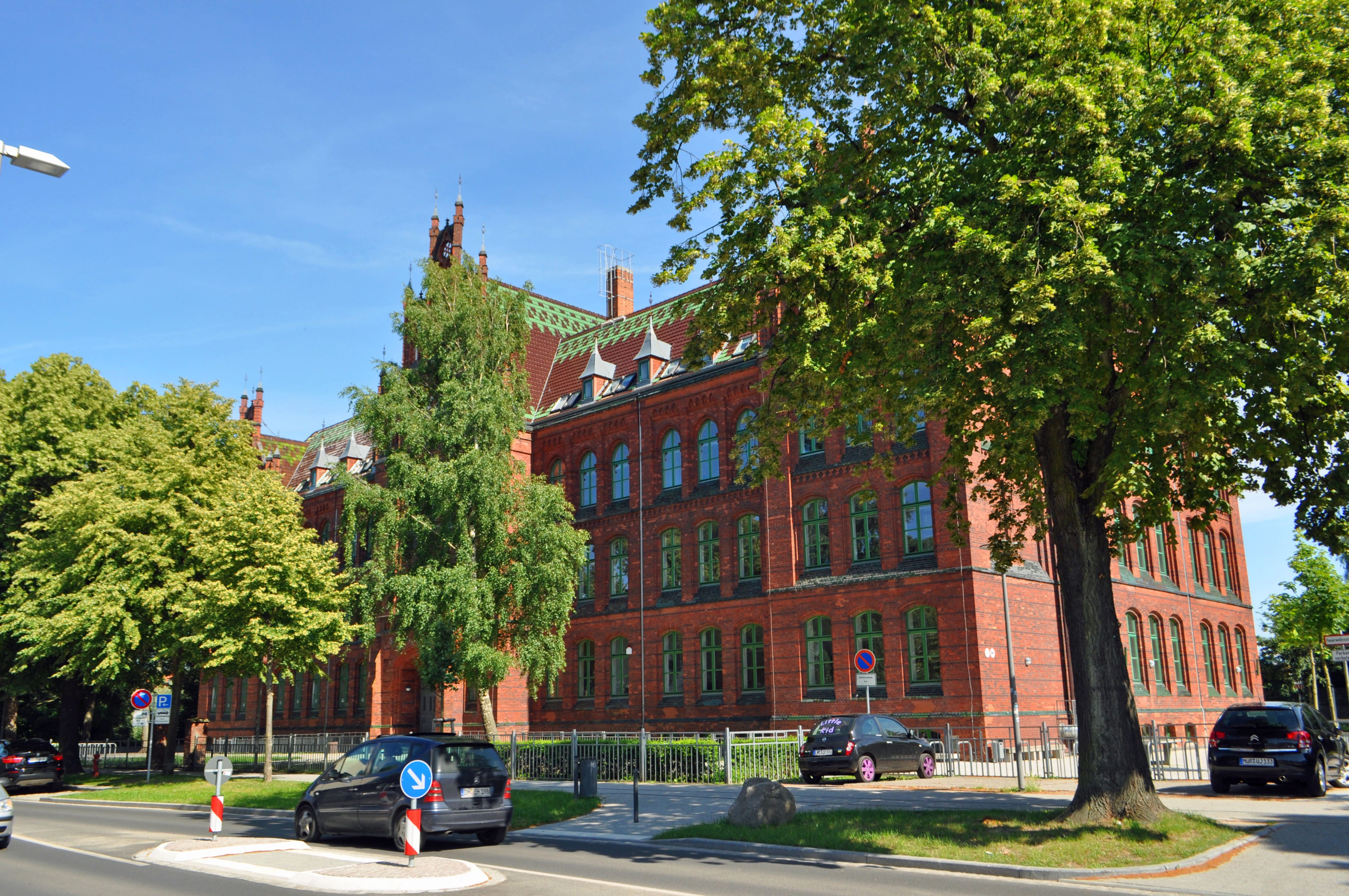
Das Haus Frankenwall 25 (Gerhart-Hauptmann-Schule) in Stralsund (2013)

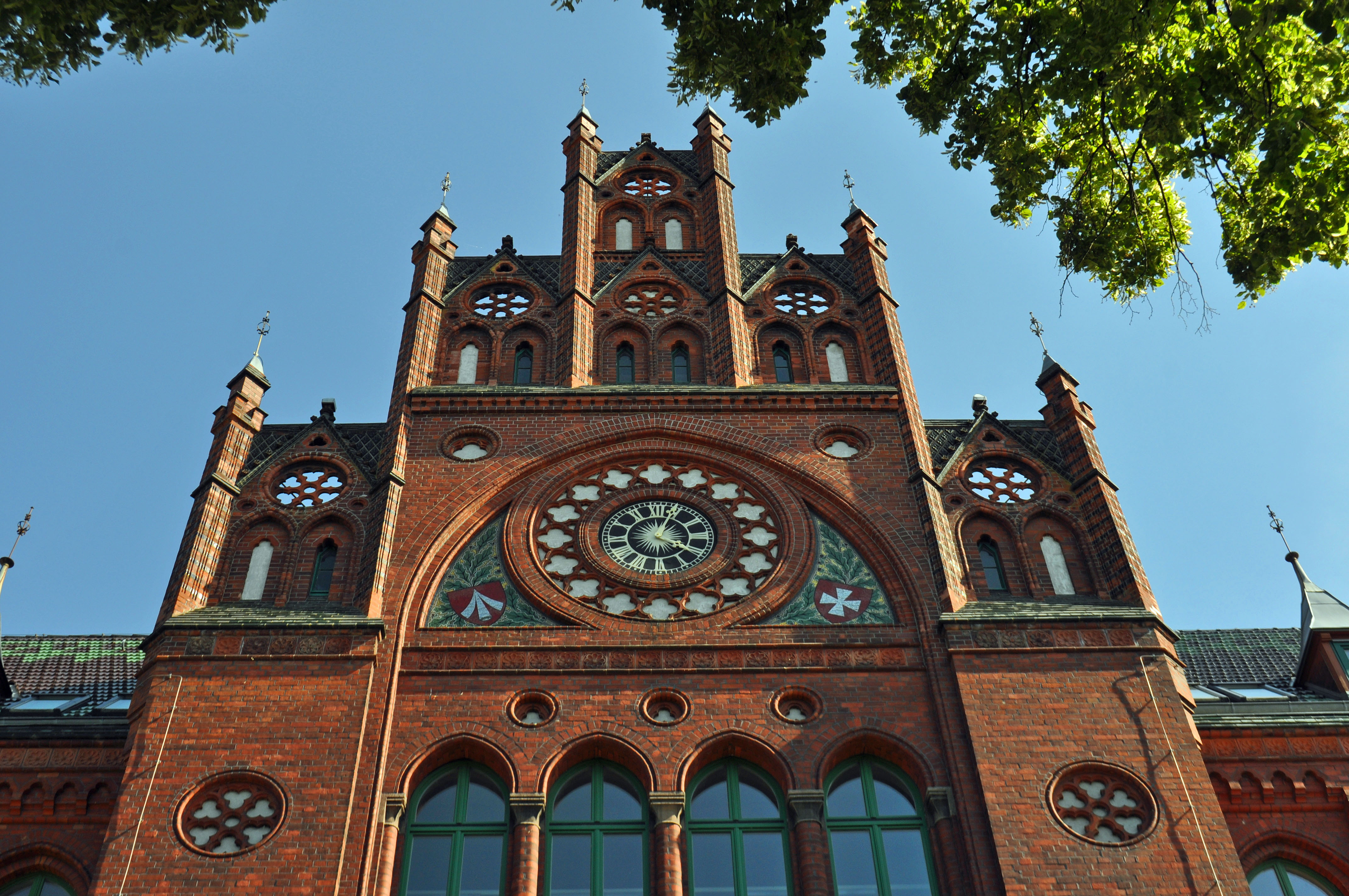
Mittlerer Risalit am Gebäude mit Mosaik und Uhr (2013)

Das Gebäude mit der postalischen Adresse Frankenwall 25 ist ein denkmalgeschütztes Bauwerk am Frankenwall in Stralsund. Das als Schule genutzte Gebäude trägt den Namen Gerhart-Hauptmann-Schule.
Der dreigeschossige Backsteinbau mit 22 Fensterachsen wurde in den Jahren 1897 bis 1900 auf dem Gelände der zur Stralsunder Stadtbefestigung gehörenden Blauturmbastion am Frankenteich nach Plänen von F. Wohlbrück als Höhere Knabenschule errichtet.
Die Fassade ist im Stil der Neugotik gestaltet. Die Hauptfront zum Frankenwall ist durch zwei seitliche und einen mittleren Risalit gegliedert. Sie werden durch Pfeilergiebel mit Blendengliederung hervorgehoben und sind reichlich mit Maßwerk verziert.
Der mittlere Risalit weist eine große Maßwerkrosette mit Mosaik und einer Uhr auf. Das Stralsunder Wappen ist sowohl in den beiden Seitenrisaliten als auch im Mittelrisalit ausgeführt.
Das Haus liegt im Kerngebiet des von der UNESCO als Weltkulturerbe anerkannten Stadtgebietes des Kulturgutes „Historische Altstädte Stralsund und Wismar“. In die Liste der Baudenkmale in Stralsund ist es mit der Nummer 265 eingetragen.